# Výsledky v okresech ve volbách do PSP ČR 1996

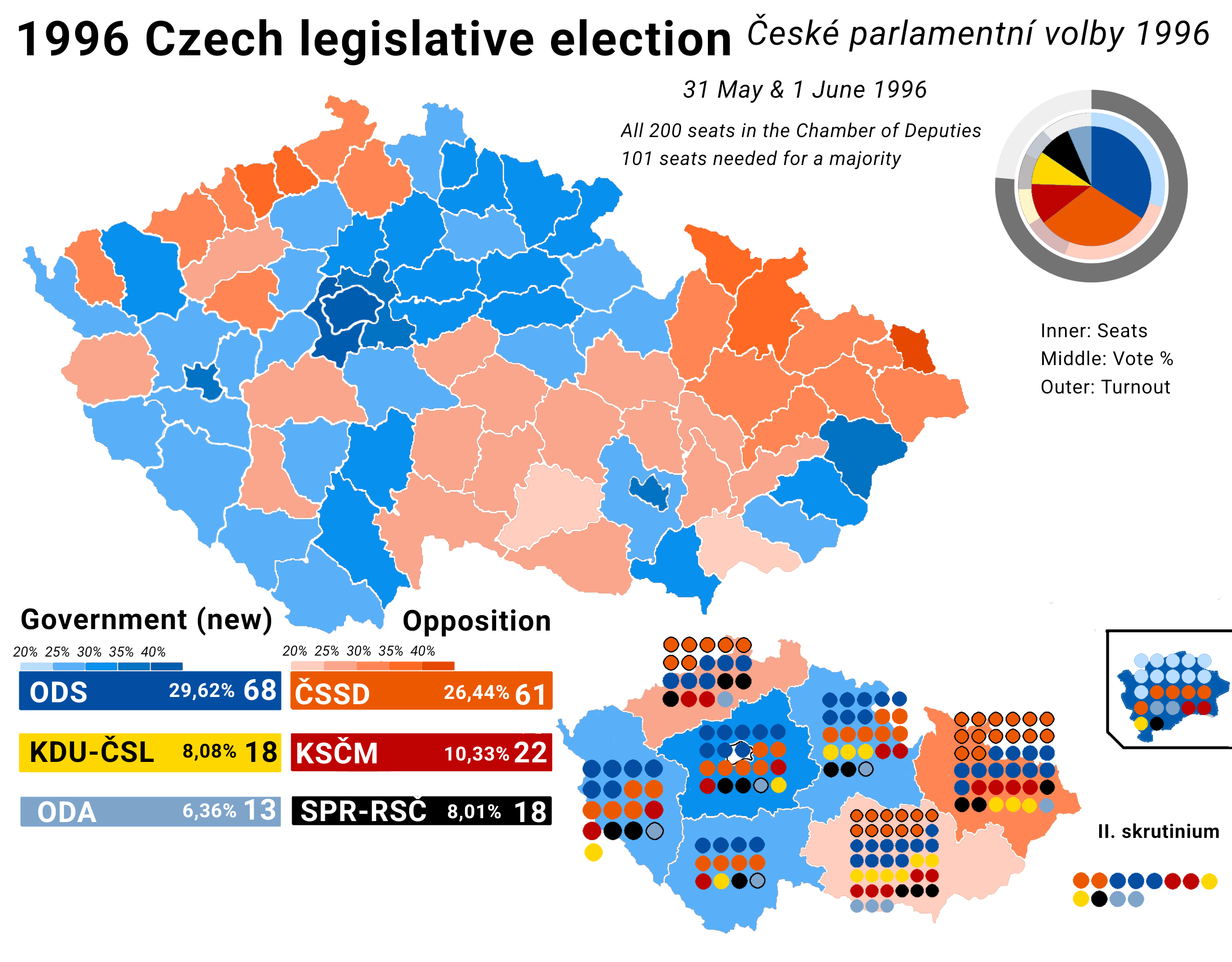
Podrobné výsledky voleb (včetně vítězů v okresech)
ODS
ČSSD

Zde jsou výsledky v okresech ve volbách do Poslanecké sněmovny Parlamentu České republiky 1996.

## Výsledky
- tučně – politické subjekty, které získali v daném územním celku nad 5 %
- kurzívou – politické subjekty, které získali v daném územním celku pod 5 %
- okres, kde byla v daném kraji nejvyšší účast
- okres, kde byla v daném kraji nejnižší účast

### Hlavní město Praha
| Okres | Účast | Vol. v sez. | Celkem hlasů | Platné hlasy | Neplatné hlasy | ODS   | ČSSD  | ODA       | KSČM    | KDU-ČSL | DEU   | SPR-RSČ | SD-LSNS | DŽJ  | LB   | NEZ  | ČMUS | SDL  | ČP   | Zdroj |      |      |      |      |      |      |       |
| ----- | ----- | ----------- | ------------ | ------------ | -------------- | ----- | ----- | --------- | ------- | ------- | ----- | ------- | ------- | ---- | ---- | ---- | ---- | ---- | ---- | ----- | ---- | ---- | ---- | ---- | ---- | ---- | ----- |
| Okres | Účast | Vol. v sez. | Celkem hlasů | Platné hlasy | Neplatné hlasy | Praha | 69,73 | 1 016 683 | 707 861 | 704 455 | 3 406 | 43,85   | 18,68   | 9,60 | 7,45 | 5,39 | 4,38 | 3,72 | 2,98 | Zdroj | 1,79 | 1,62 | 0,32 | 0,11 | 0,06 | 0,04 | [ 1 ] |

### Středočeský kraj
| Okres            | Účast | Vol. v sez. | Celkem hlasů | Platné hlasy | Neplatné hlasy | ODS     | ČSSD  | KSČM   | SPR-RSČ | ODA    | KDU-ČSL | DŽJ   | DEU   | LB   | SD-LSNS | NEZ  | ČMUS | SDL  | ČP   | Zdroj  |      |      |      |      |      |      |       |
| ---------------- | ----- | ----------- | ------------ | ------------ | -------------- | ------- | ----- | ------ | ------- | ------ | ------- | ----- | ----- | ---- | ------- | ---- | ---- | ---- | ---- | ------ | ---- | ---- | ---- | ---- | ---- | ---- | ----- |
| Okres            | Účast | Vol. v sez. | Celkem hlasů | Platné hlasy | Neplatné hlasy | Benešov | 80,76 | 69 867 | 56 329  | 55 953 | 376     | 28,69 | 25,73 | 8,81 | 7,94    | 5,08 | 9,97 | 4,26 | 3,90 | Zdroj  | 1,78 | 2,40 | 0,69 | 0,45 | 0,24 | 0,07 | [ 2 ] |
| Beroun           | 79,80 | 59 065      | 47 090       | 46 790       | 300            | 29,22   | 24,39 | 12,67  | 8,05    | 5,30   | 4,25    | 4,24  | 2,83  | 5,26 | 2,75    | 0,59 | 0,24 | 0,16 | 0,04 | [ 3 ]  |      |      |      |      |      |      |       |
| Kladno           | 76,08 | 115 838     | 88 009       | 87 410       | 599            | 27,02   | 26,96 | 14,23  | 11,66   | 5,30   | 3,30    | 3,75  | 3,09  | 2,10 | 1,72    | 0,43 | 0,28 | 0,09 | 0,05 | [ 4 ]  |      |      |      |      |      |      |       |
| Kolín            | 79,72 | 75 649      | 60 216       | 59 827       | 389            | 31,57   | 25,67 | 12,94  | 7,48    | 5,61   | 4,51    | 4,69  | 2,72  | 1,75 | 1,76    | 0,75 | 0,36 | 0,14 | 0,06 | [ 5 ]  |      |      |      |      |      |      |       |
| Kutná Hora       | 79,35 | 60 489      | 47 957       | 47 701       | 256            | 27,76   | 28,65 | 11,19  | 7,87    | 4,89   | 6,60    | 4,70  | 3,05  | 2,19 | 2,00    | 0,61 | 0,29 | 0,14 | 0,06 | [ 6 ]  |      |      |      |      |      |      |       |
| Mělník           | 74,14 | 73 250      | 54 123       | 53 758       | 365            | 33,58   | 24,28 | 10,49  | 7,99    | 6,44   | 4,39    | 3,96  | 4,13  | 1,56 | 1,82    | 0,63 | 0,23 | 0,25 | 0,24 | [ 7 ]  |      |      |      |      |      |      |       |
| Mladá Boleslav   | 77,52 | 87 260      | 67 456       | 67 009       | 447            | 32,59   | 25,28 | 9,90   | 8,05    | 6,75   | 4,97    | 4,00  | 3,60  | 1,66 | 2,05    | 0,60 | 0,36 | 0,13 | 0,07 | [ 8 ]  |      |      |      |      |      |      |       |
| Nymburk          | 80,30 | 64 808      | 51 952       | 51 555       | 397            | 33,82   | 22,69 | 11,08  | 7,68    | 5,90   | 5,56    | 4,75  | 3,86  | 1,29 | 1,82    | 0,67 | 0,74 | 0,10 | 0,05 | [ 9 ]  |      |      |      |      |      |      |       |
| Praha-východ     | 78,53 | 73 053      | 57 332       | 57 005       | 327            | 39,78   | 20,82 | 8,80   | 5,75    | 7,48   | 4,73    | 3,46  | 4,62  | 1,55 | 2,03    | 0,60 | 0,21 | 0,10 | 0,06 | [ 10 ] |      |      |      |      |      |      |       |
| Praha-západ      | 78,77 | 60 255      | 47 424       | 47 085       | 339            | 40,20   | 20,63 | 9,90   | 5,05    | 7,39   | 4,55    | 3,51  | 4,38  | 1,35 | 2,02    | 0,69 | 0,17 | 0,08 | 0,07 | [ 11 ] |      |      |      |      |      |      |       |
| Příbram          | 78,92 | 84 773      | 66 773       | 66 311       | 462            | 26,78   | 28,72 | 10,64  | 7,84    | 5,78   | 8,41    | 3,97  | 3,09  | 1,93 | 1,66    | 0,57 | 0,31 | 0,24 | 0,06 | [ 12 ] |      |      |      |      |      |      |       |
| Rakovník         | 78,66 | 42 778      | 33 586       | 33 392       | 194            | 24,87   | 31,29 | 13,56  | 9,40    | 5,03   | 3,29    | 4,60  | 2,98  | 2,01 | 1,71    | 0,52 | 0,43 | 0,25 | 0,06 | [ 13 ] |      |      |      |      |      |      |       |
| Středočeský kraj | 78,35 | 867 085     | 678 247      | 673 796      | 4 451          | 31,24   | 25,40 | 11,22  | 8,05    | 5,93   | 5,40    | 4,12  | 3,51  | 2,00 | 1,96    | 0,60 | 0,33 | 0,16 | 0,07 | [ 14 ] |      |      |      |      |      |      |       |

### Jihočeský kraj
| Okres             | Účast | Vol. v sez. | Celkem hlasů | Platné hlasy | Neplatné hlasy | ODS              | ČSSD  | KSČM    | KDU-ČSL | SPR-RSČ | ODA  | DŽJ   | DEU   | SD-LSNS | LB   | NEZ  | ČMUS | SDL  | ČP   | Zdroj  |      |      |      |      |      |      |        |
| ----------------- | ----- | ----------- | ------------ | ------------ | -------------- | ---------------- | ----- | ------- | ------- | ------- | ---- | ----- | ----- | ------- | ---- | ---- | ---- | ---- | ---- | ------ | ---- | ---- | ---- | ---- | ---- | ---- | ------ |
| Okres             | Účast | Vol. v sez. | Celkem hlasů | Platné hlasy | Neplatné hlasy | České Budějovice | 76,06 | 138 086 | 104 878 | 104 293 | 585  | 34,37 | 22,88 | 9,46    | 8,68 | 7,41 | 6,54 | 3,18 | 2,91 | Zdroj  | 2,18 | 1,48 | 0,35 | 0,31 | 0,20 | 0,06 | [ 15 ] |
| Český Krumlov     | 72,34 | 44 222      | 31 956       | 31 715       | 241            | 29,99            | 24,81 | 11,52   | 7,44    | 7,19    | 5,88 | 4,77  | 3,10  | 1,95    | 1,72 | 0,55 | 0,36 | 0,66 | 0,06 | [ 16 ] |      |      |      |      |      |      |        |
| Jindřichův Hradec | 78,64 | 71 269      | 55 999       | 55 649       | 350            | 25,82            | 26,25 | 12,68   | 8,89    | 8,90    | 5,46 | 4,29  | 3,40  | 1,52    | 1,32 | 0,57 | 0,73 | 0,12 | 0,05 | [ 17 ] |      |      |      |      |      |      |        |
| Pelhřimov         | 82,91 | 57 073      | 47 250       | 46 975       | 275            | 24,56            | 26,24 | 12,21   | 11,94   | 8,47    | 6,15 | 3,15  | 2,77  | 1,49    | 1,42 | 0,61 | 0,86 | 0,08 | 0,07 | [ 18 ] |      |      |      |      |      |      |        |
| Písek             | 78,61 | 55 819      | 43 796       | 43 512       | 284            | 27,69            | 25,47 | 11,58   | 8,90    | 7,83    | 6,82 | 3,41  | 3,88  | 1,90    | 1,37 | 0,63 | 0,39 | 0,08 | 0,05 | [ 19 ] |      |      |      |      |      |      |        |
| Prachatice        | 73,74 | 38 775      | 28 574       | 28 381       | 193            | 26,26            | 24,76 | 12,86   | 9,25    | 7,25    | 5,84 | 4,35  | 4,71  | 2,04    | 1,43 | 0,48 | 0,58 | 0,13 | 0,05 | [ 20 ] |      |      |      |      |      |      |        |
| Strakonice        | 79,80 | 54 364      | 43 273       | 42 998       | 275            | 26,01            | 26,85 | 9,96    | 9,71    | 9,39    | 6,31 | 3,96  | 3,74  | 1,65    | 1,12 | 0,60 | 0,42 | 0,23 | 0,05 | [ 21 ] |      |      |      |      |      |      |        |
| Tábor             | 78,57 | 81 452      | 63 935       | 63 570       | 365            | 31,76            | 24,78 | 11,45   | 7,79    | 6,59    | 5,76 | 3,71  | 2,79  | 2,46    | 1,80 | 0,67 | 0,24 | 0,15 | 0,05 | [ 22 ] |      |      |      |      |      |      |        |
| Jihočeský kraj    | 77,67 | 541 060     | 419 661      | 417 093      | 2 568          | 29,28            | 24,95 | 11,16   | 9,01    | 7,82    | 6,14 | 3,71  | 3,27  | 1,95    | 1,47 | 0,53 | 0,46 | 0,19 | 0,05 | [ 23 ] |      |      |      |      |      |      |        |

### Západočeský kraj
| Okres            | Účast | Vol. v sez. | Celkem hlasů | Platné hlasy | Neplatné hlasy | ODS       | ČSSD  | KSČM   | SPR-RSČ | ODA    | KDU-ČSL | DŽJ   | DEU   | SD-LSNS | LB   | NEZ  | ČMUS | SDL  | ČP   | Zdroj  |      |      |      |      |      |      |        |
| ---------------- | ----- | ----------- | ------------ | ------------ | -------------- | --------- | ----- | ------ | ------- | ------ | ------- | ----- | ----- | ------- | ---- | ---- | ---- | ---- | ---- | ------ | ---- | ---- | ---- | ---- | ---- | ---- | ------ |
| Okres            | Účast | Vol. v sez. | Celkem hlasů | Platné hlasy | Neplatné hlasy | Domažlice | 80,01 | 45 548 | 36 396  | 36 130 | 266     | 28,19 | 25,49 | 13,12   | 8,61 | 4,22 | 7,68 | 3,73 | 2,48 | Zdroj  | 2,95 | 1,96 | 0,71 | 0,69 | 0,10 | 0,08 | [ 24 ] |
| Cheb             | 70,36 | 67 607      | 47 423       | 46 946       | 477            | 27,76     | 26,94 | 11,98  | 12,22   | 5,01   | 3,91    | 4,18  | 3,29  | 2,39    | 1,50 | 0,46 | 0,22 | 0,08 | 0,05 | [ 25 ] |      |      |      |      |      |      |        |
| Karlovy Vary     | 71,26 | 96 298      | 68 475       | 67 916       | 559            | 33,55     | 25,05 | 10,15  | 9,48    | 6,09   | 3,45    | 3,68  | 3,09  | 2,86    | 1,22 | 0,55 | 0,31 | 0,48 | 0,04 | [ 26 ] |      |      |      |      |      |      |        |
| Klatovy          | 79,66 | 70 027      | 55 739       | 55 402       | 337            | 28,99     | 24,40 | 9,94   | 8,60    | 5,34   | 8,45    | 4,75  | 3,82  | 2,50    | 1,20 | 0,96 | 0,90 | 0,07 | 0,08 | [ 27 ] |      |      |      |      |      |      |        |
| Plzeň-město      | 72,73 | 140 551     | 101 991      | 101 566      | 425            | 35,97     | 23,32 | 8,93   | 8,04    | 8,24   | 4,75    | 2,31  | 3,46  | 3,27    | 1,12 | 0,33 | 0,14 | 0,08 | 0,03 | [ 28 ] |      |      |      |      |      |      |        |
| Plzeň-jih        | 81,79 | 52 816      | 43 163       | 42 867       | 296            | 28,84     | 26,06 | 12,14  | 9,06    | 4,72   | 6,61    | 4,15  | 2,85  | 2,50    | 1,43 | 0,87 | 0,62 | 0,10 | 0,04 | [ 29 ] |      |      |      |      |      |      |        |
| Plzeň-sever      | 79,42 | 56 021      | 44 467       | 44 186       | 281            | 28,28     | 26,74 | 12,19  | 10,22   | 5,36   | 4,89    | 4,24  | 2,49  | 2,73    | 1,33 | 0,88 | 0,45 | 0,14 | 0,05 | [ 30 ] |      |      |      |      |      |      |        |
| Rokycany         | 80,00 | 36 158      | 28 902       | 28 723       | 179            | 28,60     | 25,27 | 12,99  | 8,86    | 5,26   | 4,49    | 3,47  | 2,40  | 3,91    | 2,96 | 1,09 | 0,38 | 0,15 | 0,18 | [ 31 ] |      |      |      |      |      |      |        |
| Sokolov          | 66,68 | 70 459      | 46 913       | 46 512       | 401            | 23,66     | 30,39 | 11,03  | 13,82   | 4,74   | 3,33    | 5,30  | 2,78  | 2,66    | 1,15 | 0,66 | 0,25 | 0,17 | 0,05 | [ 32 ] |      |      |      |      |      |      |        |
| Tachov           | 73,50 | 38 554      | 28 318       | 28 141       | 177            | 22,73     | 27,18 | 18,12  | 12,68   | 3,91   | 3,90    | 3,60  | 3,04  | 1,91    | 1,44 | 0,97 | 0,37 | 0,09 | 0,06 | [ 33 ] |      |      |      |      |      |      |        |
| Západočeský kraj | 74,56 | 674 039     | 501 787      | 498 389      | 3 398          | 29,91     | 25,71 | 11,31  | 9,86    | 5,73   | 5,09    | 3,79  | 3,07  | 2,81    | 1,41 | 0,68 | 0,40 | 0,16 | 0,06 | [ 34 ] |      |      |      |      |      |      |        |

### Severočeský kraj
| Okres              | Účast | Vol. v sez. | Celkem hlasů | Platné hlasy | Neplatné hlasy | ČSSD       | ODS   | SPR-RSČ | KSČM   | ODA    | DŽJ  | KDU-ČSL | DEU   | SD-LSNS | LB    | NEZ  | ČMUS | SDL  | ČP   | Zdroj  |      |      |      |      |      |      |        |
| ------------------ | ----- | ----------- | ------------ | ------------ | -------------- | ---------- | ----- | ------- | ------ | ------ | ---- | ------- | ----- | ------- | ----- | ---- | ---- | ---- | ---- | ------ | ---- | ---- | ---- | ---- | ---- | ---- | ------ |
| Okres              | Účast | Vol. v sez. | Celkem hlasů | Platné hlasy | Neplatné hlasy | Česká Lípa | 71,88 | 77 783  | 55 851 | 55 511 | 340  | 30,11   | 25,46 | 12,62   | 10,30 | 5,89 | 4,19 | 3,32 | 2,99 | Zdroj  | 2,31 | 1,73 | 0,66 | 0,25 | 0,12 | 0,06 | [ 35 ] |
| Děčín              | 73,58 | 100 067     | 73 507       | 73 110       | 397            | 30,81      | 25,50 | 13,33   | 10,46  | 5,62   | 3,67 | 3,25    | 2,72  | 2,15    | 1,55  | 0,50 | 0,22 | 0,16 | 0,05 | [ 36 ] |      |      |      |      |      |      |        |
| Chomutov           | 67,44 | 93 150      | 62 750       | 62 280       | 470            | 32,58      | 22,77 | 13,50   | 12,69  | 4,51   | 3,68 | 3,29    | 2,92  | 1,74    | 1,49  | 0,53 | 0,16 | 0,09 | 0,06 | [ 37 ] |      |      |      |      |      |      |        |
| Jablonec nad Nisou | 75,06 | 68 503      | 51 368       | 51 058       | 310            | 24,49      | 34,38 | 9,43    | 7,55   | 7,53   | 4,23 | 4,21    | 2,96  | 2,77    | 1,09  | 0,58 | 0,40 | 0,35 | 0,05 | [ 38 ] |      |      |      |      |      |      |        |
| Liberec            | 75,94 | 121 799     | 92 350       | 91 813       | 537            | 27,31      | 28,66 | 9,72    | 7,91   | 8,67   | 4,62 | 4,28    | 3,44  | 3,20    | 1,16  | 0,52 | 0,22 | 0,23 | 0,06 | [ 39 ] |      |      |      |      |      |      |        |
| Litoměřice         | 75,65 | 88 336      | 66 683       | 66 257       | 426            | 24,93      | 27,80 | 10,98   | 14,83  | 5,37   | 4,36 | 4,14    | 3,08  | 1,97    | 1,27  | 0,82 | 0,27 | 0,14 | 0,05 | [ 40 ] |      |      |      |      |      |      |        |
| Louny              | 75,10 | 66 497      | 49 892       | 49 548       | 344            | 28,40      | 24,49 | 14,06   | 16,02  | 3,83   | 3,77 | 3,03    | 2,27  | 1,52    | 1,41  | 0,67 | 0,30 | 0,13 | 0,08 | [ 41 ] |      |      |      |      |      |      |        |
| Most               | 70,36 | 89 033      | 62 572       | 62 118       | 454            | 30,95      | 22,44 | 14,43   | 14,97  | 5,32   | 3,08 | 2,45    | 2,75  | 1,79    | 1,13  | 0,36 | 0,14 | 0,10 | 0,07 | [ 42 ] |      |      |      |      |      |      |        |
| Teplice            | 70,14 | 97 754      | 68 250       | 67 811       | 439            | 28,31      | 26,42 | 15,84   | 11,58  | 4,84   | 3,81 | 2,60    | 2,18  | 2,55    | 1,15  | 0,42 | 0,15 | 0,11 | 0,03 | [ 43 ] |      |      |      |      |      |      |        |
| Ústí nad Labem     | 73,04 | 87 215      | 63 604       | 63 095       | 509            | 29,40      | 26,80 | 13,38   | 11,02  | 5,98   | 3,97 | 3,02    | 2,31  | 2,30    | 1,10  | 0,39 | 0,19 | 0,12 | 0,03 | [ 44 ] |      |      |      |      |      |      |        |
| Severočeský kraj   | 72,79 | 890 137     | 646 827      | 642 601      | 4 226          | 28,74      | 26,48 | 12,65   | 11,56  | 5,88   | 3,96 | 3,39    | 2,79  | 2,28    | 1,30  | 0,54 | 0,22 | 0,15 | 0,05 | [ 45 ] |      |      |      |      |      |      |        |

### Východočeský kraj
| Okres               | Účast | Vol. v sez. | Celkem hlasů | Platné hlasy | Neplatné hlasy | ODS            | ČSSD  | KDU-ČSL | KSČM   | SPR-RSČ | ODA  | DŽJ   | DEU   | SD-LSNS | LB    | NEZ  | ČMUS | SDL  | ČP   | Zdroj  |      |      |      |      |      |      |        |
| ------------------- | ----- | ----------- | ------------ | ------------ | -------------- | -------------- | ----- | ------- | ------ | ------- | ---- | ----- | ----- | ------- | ----- | ---- | ---- | ---- | ---- | ------ | ---- | ---- | ---- | ---- | ---- | ---- | ------ |
| Okres               | Účast | Vol. v sez. | Celkem hlasů | Platné hlasy | Neplatné hlasy | Havlíčkův Brod | 82,70 | 72 966  | 60 270 | 59 937  | 333  | 25,30 | 25,79 | 12,36   | 12,11 | 9,07 | 4,77 | 2,95 | 2,45 | Zdroj  | 2,03 | 1,24 | 0,52 | 0,83 | 0,53 | 0,04 | [ 46 ] |
| Hradec Králové      | 80,61 | 125 249     | 100 848      | 100 247      | 601            | 33,04          | 24,34 | 7,63    | 9,75   | 6,86    | 8,25 | 3,07  | 2,41  | 2,54    | 1,24  | 0,40 | 0,34 | 0,09 | 0,04 | [ 47 ] |      |      |      |      |      |      |        |
| Chrudim             | 81,88 | 80 887      | 66 189       | 65 828       | 361            | 26,76          | 26,11 | 11,66   | 11,69  | 8,24    | 4,80 | 3,72  | 2,53  | 2,23    | 1,00  | 0,56 | 0,48 | 0,17 | 0,06 | [ 48 ] |      |      |      |      |      |      |        |
| Jičín               | 81,02 | 61 881      | 50 009       | 49 708       | 301            | 29,78          | 25,33 | 9,25    | 9,55   | 8,17    | 5,93 | 3,85  | 3,15  | 2,43    | 1,29  | 0,64 | 0,38 | 0,15 | 0,10 | [ 49 ] |      |      |      |      |      |      |        |
| Náchod              | 79,21 | 85 714      | 67 813       | 67 461       | 352            | 32,98          | 22,55 | 12,85   | 6,93   | 5,80    | 7,36 | 3,42  | 3,72  | 2,46    | 1,01  | 0,50 | 0,27 | 0,10 | 0,05 | [ 50 ] |      |      |      |      |      |      |        |
| Pardubice           | 78,65 | 127 788     | 100 388      | 99 885       | 503            | 31,01          | 26,24 | 6,93    | 10,27  | 8,24    | 6,99 | 3,18  | 2,65  | 2,25    | 1,27  | 0,46 | 0,35 | 0,11 | 0,04 | [ 51 ] |      |      |      |      |      |      |        |
| Rychnov nad Kněžnou | 82,69 | 59 760      | 49 357       | 49 097       | 260            | 29,58          | 23,27 | 12,42   | 10,13  | 8,19    | 5,38 | 3,61  | 2,98  | 2,25    | 0,97  | 0,72 | 0,36 | 0,08 | 0,06 | [ 52 ] |      |      |      |      |      |      |        |
| Semily              | 81,85 | 57 729      | 47 181       | 46 866       | 315            | 32,21          | 22,84 | 10,29   | 7,70   | 7,48    | 7,68 | 3,61  | 2,72  | 3,36    | 0,94  | 0,53 | 0,44 | 0,11 | 0,09 | [ 53 ] |      |      |      |      |      |      |        |
| Svitavy             | 80,00 | 77 467      | 61 886       | 61 513       | 373            | 22,80          | 27,78 | 14,12   | 10,39  | 7,17    | 4,98 | 4,35  | 2,01  | 2,54    | 2,26  | 0,60 | 0,79 | 0,17 | 0,04 | [ 54 ] |      |      |      |      |      |      |        |
| Trutnov             | 77,34 | 93 000      | 71 844       | 71 341       | 503            | 31,31          | 24,43 | 7,58    | 9,59   | 6,57    | 7,05 | 5,05  | 3,10  | 2,87    | 1,40  | 0,59 | 0,30 | 0,09 | 0,05 | [ 55 ] |      |      |      |      |      |      |        |
| Ústí nad Orlicí     | 81,41 | 104 032     | 84 464       | 83 969       | 495            | 28,98          | 23,34 | 16,21   | 7,22   | 7,02    | 6,16 | 3,37  | 2,19  | 1,98    | 2,00  | 0,72 | 0,66 | 0,09 | 0,06 | [ 56 ] |      |      |      |      |      |      |        |
| Východočeský kraj   | 80,44 | 946 473     | 760 249      | 755 852      | 4 397          | 29,67          | 24,78 | 10,79   | 9,56   | 7,47    | 6,44 | 3,61  | 2,69  | 2,42    | 1,35  | 0,55 | 0,46 | 0,15 | 0,05 | [ 57 ] |      |      |      |      |      |      |        |

### Jihomoravský kraj
| Okres             | Účast | Vol. v sez. | Celkem hlasů | Platné hlasy | Neplatné hlasy | ČSSD    | ODS   | KDU-ČSL | KSČM   | SPR-RSČ | ODA   | DŽJ   | DEU   | SD-LSNS | LB    | ČMUS | NEZ  | HSMS-MNS | MNS-HSS | SDL  | ČP   | Zdroj  |      |      |      |      |      |      |        |
| ----------------- | ----- | ----------- | ------------ | ------------ | -------------- | ------- | ----- | ------- | ------ | ------- | ----- | ----- | ----- | ------- | ----- | ---- | ---- | -------- | ------- | ---- | ---- | ------ | ---- | ---- | ---- | ---- | ---- | ---- | ------ |
| Okres             | Účast | Vol. v sez. | Celkem hlasů | Platné hlasy | Neplatné hlasy | Blansko | 83,09 | 81 991  | 68 075 | 67 744  | 331   | 26,45 | 19,08 | 14,66   | 13,80 | 7,18 | 6,46 | 3,68     | 1,35    | 1,48 | 1,83 | Zdroj  | 0,82 | 0,44 | 2,02 | 0,67 | 0,06 | 0,03 | [ 58 ] |
| Brno-město        | 74,77 | 305 091     | 227 657      | 226 622      | 1 035          | 23,20   | 30,17 | 9,10    | 8,36   | 8,33    | 10,13 | 2,02  | 2,51  | 2,37    | 1,10  | 0,42 | 0,18 | 1,19     | 0,82    | 0,06 | 0,04 | [ 59 ] |      |      |      |      |      |      |        |
| Brno-venkov       | 81,40 | 122 303     | 99 426       | 98 796       | 630            | 22,54   | 23,03 | 14,23   | 11,87  | 9,71    | 7,03  | 3,19  | 1,87  | 1,51    | 1,10  | 0,66 | 0,37 | 1,88     | 0,84    | 0,13 | 0,05 | [ 60 ] |      |      |      |      |      |      |        |
| Břeclav           | 75,58 | 94 690      | 71 476       | 70 980       | 496            | 21,76   | 25,86 | 12,43   | 13,49  | 6,99    | 7,04  | 3,09  | 1,31  | 1,91    | 0,94  | 1,00 | 0,81 | 2,13     | 1,08    | 0,14 | 0,02 | [ 61 ] |      |      |      |      |      |      |        |
| Zlín              | 78,78 | 152 777     | 120 247      | 119 564      | 683            | 25,51   | 27,77 | 13,94   | 7,90   | 5,39    | 8,38  | 2,87  | 2,14  | 1,85    | 1,32  | 0,54 | 0,42 | 1,09     | 0,77    | 0,08 | 0,03 | [ 62 ] |      |      |      |      |      |      |        |
| Hodonín           | 79,57 | 121 188     | 96 273       | 95 622       | 651            | 23,30   | 21,73 | 16,52   | 12,47  | 7,26    | 6,57  | 2,76  | 1,63  | 1,52    | 1,01  | 1,79 | 0,53 | 1,81     | 1,00    | 0,07 | 0,03 | [ 63 ] |      |      |      |      |      |      |        |
| Jihlava           | 79,57 | 84 324      | 67 022       | 66 600       | 422            | 25,91   | 24,78 | 10,86   | 12,08  | 8,39    | 8,59  | 2,40  | 2,58  | 1,33    | 1,36  | 0,35 | 0,59 | 0,26     | 0,14    | 0,33 | 0,04 | [ 64 ] |      |      |      |      |      |      |        |
| Kroměříž          | 81,75 | 81 419      | 66 500       | 66 099       | 401            | 29,06   | 21,36 | 11,45   | 12,04  | 8,32    | 6,26  | 2,67  | 1,55  | 1,67    | 1,42  | 0,71 | 0,39 | 1,45     | 1,55    | 0,05 | 0,03 | [ 65 ] |      |      |      |      |      |      |        |
| Prostějov         | 80,59 | 85 352      | 68 672       | 68 264       | 408            | 28,99   | 22,31 | 10,55   | 11,37  | 9,69    | 5,67  | 2,71  | 1,46  | 1,88    | 1,73  | 1,11 | 0,44 | 1,15     | 0,70    | 0,22 | 0,02 | [ 66 ] |      |      |      |      |      |      |        |
| Třebíč            | 82,50 | 88 394      | 72 818       | 72 395       | 423            | 24,63   | 19,82 | 14,15   | 13,39  | 9,39    | 5,77  | 4,44  | 2,47  | 1,38    | 1,12  | 0,87 | 0,53 | 1,23     | 0,63    | 0,14 | 0,03 | [ 67 ] |      |      |      |      |      |      |        |
| Uherské Hradiště  | 81,29 | 109 490     | 88 874       | 88 295       | 579            | 23,14   | 24,21 | 17,74   | 10,20  | 5,07    | 7,37  | 2,79  | 2,09  | 1,70    | 1,10  | 1,08 | 0,58 | 1,96     | 0,89    | 0,05 | 0,02 | [ 68 ] |      |      |      |      |      |      |        |
| Vyškov            | 79,13 | 66 400      | 52 457       | 52 170       | 287            | 26,74   | 19,62 | 12,85   | 13,59  | 9,05    | 5,83  | 2,68  | 1,41  | 2,08    | 1,95  | 0,65 | 0,38 | 2,24     | 0,87    | 0,04 | 0,02 | [ 69 ] |      |      |      |      |      |      |        |
| Znojmo            | 77,55 | 85 899      | 66 532       | 65 948       | 584            | 25,28   | 22,08 | 10,48   | 14,96  | 7,56    | 6,04  | 3,50  | 1,45  | 1,31    | 1,38  | 2,29 | 0,47 | 2,10     | 0,89    | 0,20 | 0,03 | [ 70 ] |      |      |      |      |      |      |        |
| Žďár nad Sázavou  | 84,41 | 93 678      | 78 979       | 78 545       | 434            | 29,01   | 20,32 | 16,45   | 9,81   | 7,36    | 7,41  | 2,64  | 1,84  | 1,08    | 1,42  | 0,80 | 0,54 | 0,70     | 0,32    | 0,29 | 0,05 | [ 71 ] |      |      |      |      |      |      |        |
| Jihomoravský kraj | 79,26 | 1 572 996   | 1 245 008    | 1 237 644    | 7 346          | 24,96   | 24,14 | 12,96   | 11,16  | 7,77    | 7,50  | 2,84  | 1,94  | 1,73    | 1,28  | 0,87 | 0,44 | 0,42     | 0,27    | 0,12 | 0,03 | [ 72 ] |      |      |      |      |      |      |        |

### Severomoravský kraj
| Okres               | Účast | Vol. v sez. | Celkem hlasů | Platné hlasy | Neplatné hlasy | ČSSD    | ODS   | KSČM   | SPR-RSČ | KDU-ČSL | ODA  | DŽJ   | DEU   | SD-LSNS | LB   | HSMS-MNSj | MNS-HSS | NEZ  | ČMUS | SDL  | ČP   | Zdroj  |      |      |      |      |      |      |        |
| ------------------- | ----- | ----------- | ------------ | ------------ | -------------- | ------- | ----- | ------ | ------- | ------- | ---- | ----- | ----- | ------- | ---- | --------- | ------- | ---- | ---- | ---- | ---- | ------ | ---- | ---- | ---- | ---- | ---- | ---- | ------ |
| Okres               | Účast | Vol. v sez. | Celkem hlasů | Platné hlasy | Neplatné hlasy | Bruntál | 73,77 | 79 419 | 58 476  | 58 108  | 368  | 39,86 | 22,52 | 12,19   | 8,87 | 4,61      | 2,95    | 2,73 | 1,95 | 0,91 | 1,04 | Zdroj  | 0,67 | 0,68 | 0,37 | 0,41 | 0,19 | 0,04 | [ 73 ] |
| Frýdek-Místek       | 79,03 | 171 872     | 135 649      | 134 728      | 921            | 33,49   | 29,84 | 8,52   | 7,50    | 9,44    | 3,45 | 2,21  | 1,73  | 1,07    | 0,89 | 0,49      | 0,46    | 0,64 | 0,21 | 0,03 | 0,02 | [ 74 ] |      |      |      |      |      |      |        |
| Karviná             | 73,77 | 209 898     | 154 581      | 153 327      | 1 254          | 41,68   | 22,43 | 11,14  | 10,21   | 4,39    | 2,46 | 2,43  | 1,32  | 0,84    | 1,47 | 0,38      | 0,33    | 0,56 | 0,29 | 0,05 | 0,03 | [ 75 ] |      |      |      |      |      |      |        |
| Nový Jičín          | 78,26 | 119 323     | 93 303       | 92 732       | 571            | 30,43   | 29,26 | 10,00  | 6,76    | 10,06   | 3,70 | 2,36  | 2,16  | 1,04    | 1,10 | 0,94      | 0,87    | 0,35 | 0,81 | 0,13 | 0,03 | [ 76 ] |      |      |      |      |      |      |        |
| Olomouc             | 78,34 | 173 543     | 135 709      | 134 927      | 782            | 32,05   | 28,48 | 9,86   | 6,64    | 7,70    | 5,15 | 2,13  | 2,68  | 1,85    | 0,98 | 0,84      | 0,58    | 0,39 | 0,53 | 0,11 | 0,03 | [ 77 ] |      |      |      |      |      |      |        |
| Opava               | 78,95 | 138 213     | 108 904      | 108 065      | 839            | 30,84   | 30,79 | 6,99   | 6,75    | 11,39   | 5,50 | 2,05  | 1,72  | 1,12    | 0,91 | 0,68      | 0,47    | 0,43 | 0,28 | 0,05 | 0,03 | [ 78 ] |      |      |      |      |      |      |        |
| Ostrava-město       | 73,55 | 246 189     | 180 775      | 179 694      | 1 081          | 34,91   | 28,82 | 10,49  | 9,63    | 4,64    | 4,24 | 1,88  | 1,86  | 1,12    | 1,20 | 0,34      | 0,34    | 0,25 | 0,18 | 0,05 | 0,03 | [ 79 ] |      |      |      |      |      |      |        |
| Přerov              | 77,95 | 104 271     | 81 200       | 80 702       | 498            | 34,10   | 24,68 | 10,97  | 6,90    | 9,01    | 3,78 | 2,11  | 2,94  | 1,50    | 1,18 | 0,90      | 0,75    | 0,69 | 0,41 | 0,06 | 0,02 | [ 80 ] |      |      |      |      |      |      |        |
| Šumperk             | 80,22 | 95 853      | 76 794       | 76 341       | 453            | 33,34   | 25,71 | 10,97  | 7,41    | 8,28    | 3,46 | 2,33  | 2,54  | 1,26    | 1,10 | 0,81      | 0,97    | 0,40 | 0,93 | 0,44 | 0,04 | [ 81 ] |      |      |      |      |      |      |        |
| Vsetín              | 77,45 | 111 900     | 86 588       | 86 124       | 464            | 28,37   | 32,22 | 6,83   | 5,31    | 12,61   | 4,45 | 2,17  | 2,57  | 1,31    | 1,05 | 0,73      | 1,04    | 0,54 | 0,72 | 0,06 | 0,03 | [ 82 ] |      |      |      |      |      |      |        |
| Jeseník             | 78,01 | 31 816      | 24 785       | 24 637       | 148            | 37,69   | 21,39 | 10,98  | 9,42    | 5,78    | 2,89 | 2,07  | 4,96  | 0,99    | 1,49 | 0,59      | 0,72    | 0,35 | 0,48 | 0,17 | 0,02 | [ 83 ] |      |      |      |      |      |      |        |
| Severomoravský kraj | 76,80 | 1 482 297   | 1 136 764    | 1 129 385    | 7 379          | 34,21   | 27,52 | 9,78   | 7,87    | 7,82    | 3,92 | 2,20  | 2,13  | 1,19    | 1,12 | 0,63      | 0,59    | 0,45 | 0,43 | 0,10 | 0,03 | [ 84 ] |      |      |      |      |      |      |        |

## Statistické zajímavosti
| Politický subjekt | Politický subjekt                                                | Okres, kde daný subjekt získal nejvíc % | Okres, kde daný subjekt získal nejvíc % |
| ----------------- | ---------------------------------------------------------------- | --------------------------------------- | --------------------------------------- |
|                   | Občanská demokratická strana                                     | 43,85                                   | Praha                                   |
|                   | Česká strana sociálně demokratická                               | 41,68                                   | Karviná                                 |
|                   | Komunistická strana Čech a Moravy                                | 18,12                                   | Tachov                                  |
|                   | Křesťanská a demokratická unie – Československá strana lidová    | 17,74                                   | Uherské Hradiště                        |
|                   | Sdružení pro republiku – Republikánská strana Československa     | 15,84                                   | Teplice                                 |
|                   | Občanská demokratická aliance                                    | 10,13                                   | Brno-město                              |
|                   | Důchodci za životní jistoty                                      | 5,30                                    | Sokolov                                 |
|                   | Demokratická unie                                                | 4,96                                    | Jeseník                                 |
|                   | Svobodní demokraté – Liberální strana národně sociální           | 3,91                                    | Rokycany                                |
|                   | Levý blok                                                        | 5,26                                    | Beroun                                  |
|                   | Nezávislí                                                        | 1,09                                    | Rokycany                                |
|                   | Českomoravská unie středu                                        | 2,29                                    | Znojmo                                  |
|                   | Hnutí Samosprávné Moravy a Slezska – Moravské Národní Sjednocení | 2,24                                    | Výškov                                  |
|                   | Moravská národní strana – Hnutí slezskomoravského sjednocení     | 1,55                                    | Kroměříž                                |
|                   | Strana demokratické levice                                       | 0,66                                    | Český Krumlov                           |
|                   | Česká pravice                                                    | 0,24                                    | Mělník                                  |
| Účast             | Účast                                                            | 84,41                                   | Žďár nad Sázavou                        |